# 克里斯托弗·米勒
克里斯托弗·查尔斯·米勒（英語：Christopher Charles Miller，1965年10月15日—），美国国防部官员，曾任国家反恐中心主任。2020年11月9日获总统唐纳德·特朗普委任为代理美国国防部长，接替被开除的馬克·埃斯柏。

## 早年及教育
米勒生于美国威斯康星州普拉特维尔，母亲是路易丝·马辛（Lois Maxine），父亲是哈维·D·米勒（Harvey D. Miller），其后在艾奥瓦州艾奥瓦城长大。高中就读于艾奥瓦城高中，其后获乔治·华盛顿大学历史文学士学位，凭借年级最高绩点获加德纳·格林·赫巴德美国历史纪念奖。2001年获美国国防大学海军战争学院国家安全文学士学位。他也毕业于海军指挥参谋学院及陆军战争学院。

## 生涯
米勒曾是前陆军特种部队队员，1983年至2014年服役，參加了在阿富汗和伊拉克戰爭。在阿富汗，他是第5特戰群的連長，該特戰群與基地組織和塔利班作戰。在伊拉克，他於2006年和2007年指揮特種部隊。於2009年12月晉升為上校。作為陸軍軍官的最後一項任務是在國防部五角大樓特種作戰、低強度衝突與相互依存能力助理部長室擔任特種作戰和不規則戰爭主任。其后担任国防承包商。担任美国国家安全委员会反恐顾问期间，负责打击伊斯兰国的军事行动。随后出任国防部副助理秘书，负责特种作战及反恐行动，任内将伊朗、真主党和本土恐怖组织认定为国家威胁。
2020年3月，获总统唐纳德·特朗普提名为国家反恐中心主任，8月6日获参议院通过，8月10日履新。
2020年11月9日，特朗普委任米勒出任代理国防部长，接替馬克·埃斯柏。此任命援引了联邦空缺法案，但与指示在国防部长职位悬空时应由副部长接替的联邦法律规定有所冲突。同样，根据美国宪法确保文人領軍的规定，国防部长在接受任命前的七年内不得在军中服役，除非国会特准。

## 个人生活
米勒与妻子凯西·马格·米勒（Kathryn Maag Miller）于1989年9月16日结婚，凯西是某健康及环境游说集团的办公室经理，两人育有三个孩子。